# Comuna Kungsör
Kungsör (Kungsörs kommun) este o comună din comitatul Västmanlands län, Suedia, cu o populație de 8.175 locuitori (2013).

## Geografie

### Zone urbane
Lista celor mai mari zone urbane din comună (anul 2015) conform Biroului Central de Statistică al Suediei:
| Nr | Zona urbană | Pop.  |
| -- | ----------- | ----- |
| 1  | Kungsör     | 5.885 |
| 2  | Valskog     | 693   |

## Demografie
| \| Evoluția demografică în comuna Kungsör, 1970–2015 \| Evoluția demografică în comuna Kungsör, 1970–2015 \| Evoluția demografică în comuna Kungsör, 1970–2015 \| Evoluția demografică în comuna Kungsör, 1970–2015 \| Evoluția demografică în comuna Kungsör, 1970–2015 \| \| ----------------------------------------------------------------------------------------------------- \| ------------------------------------------------- \| ------------------------------------------------- \| ------------------------------------------------- \| ------------------------------------------------- \| \| An \| \| \| Locuitori \| \| \| 1970 \| 1970 \| \| 8200 \| 8200 \| \| 1975 \| 1975 \| \| 8279 \| 8279 \| \| 1980 \| 1980 \| \| 8606 \| 8606 \| \| 1985 \| 1985 \| \| 8322 \| 8322 \| \| 1990 \| 1990 \| \| 8472 \| 8472 \| \| 1995 \| 1995 \| \| 8365 \| 8365 \| \| 2000 \| 2000 \| \| 8148 \| 8148 \| \| 2005 \| 2005 \| \| 8303 \| 8303 \| \| 2010 \| 2010 \| \| 8089 \| 8089 \| \| 2015 \| 2015 \| \| 8343 \| 8343 \| \| Sursa: SCB - Statistika Centralbyrån, Folkmängd efter region, civilstånd, ålder och kön. År 1968–2016 \| \| \| \| \| |      |  |           |      |
| Evoluția demografică în comuna Kungsör, 1970–2015 |      |  |           |      |
| An |      |  | Locuitori |      |
| 1970 | 1970 |  | 8200      | 8200 |
| 1975 | 1975 |  | 8279      | 8279 |
| 1980 | 1980 |  | 8606      | 8606 |
| 1985 | 1985 |  | 8322      | 8322 |
| 1990 | 1990 |  | 8472      | 8472 |
| 1995 | 1995 |  | 8365      | 8365 |
| 2000 | 2000 |  | 8148      | 8148 |
| 2005 | 2005 |  | 8303      | 8303 |
| 2010 | 2010 |  | 8089      | 8089 |
| 2015 | 2015 |  | 8343      | 8343 |
| Sursa: SCB - Statistika Centralbyrån, Folkmängd efter region, civilstånd, ålder och kön. År 1968–2016 |      |  |           |      |